# دالاب پایین
دالاب پایین، روستایی از توابع بخش مرکزی شهرستان کوهدشت در استان لرستان ایران است.
در ۸ کیلومتری غرب شهر کوهدشت واقع شده.
این روستا همچنین با نام دالاب حسینقلی هم شناخته میشود.
ساکنین این روستا از خاندان  امرایی هستند.
روستای دالاب حسینقلی یا پایین در دشت بزرگ دالاب واقع شده و همچنین جنگل های بلوط در نزدیکی این روستا را نیز کوه های دالاب می‌نامند.
مردم این روستا اکثرا به شغل دامپروری یا کشاورزی مشغولند.

## جمعیت
این روستا در دهستان گل گل قرار دارد و براساس سرشماری مرکز آمار ایران در سال ۱۳۹۵، جمعیت آن ۱۸۸ نفر (۵۱خانوار) بوده‌است.
موقعیت مکانی ：هشت کیلومتری غرب شهرستان کوهدشت
تفریح گاه شهرستان کوهدشت دارای هوای معتدل و طبعیتی ناب به فاصله سه کیلومتر از روستا به جنگلهای بلوط و کوهستان میرسید در فصل بهار گلهای شقایق بابونه و گل حیرو در این دشت میروید